# Sint-Jozefskerk (Lommel)

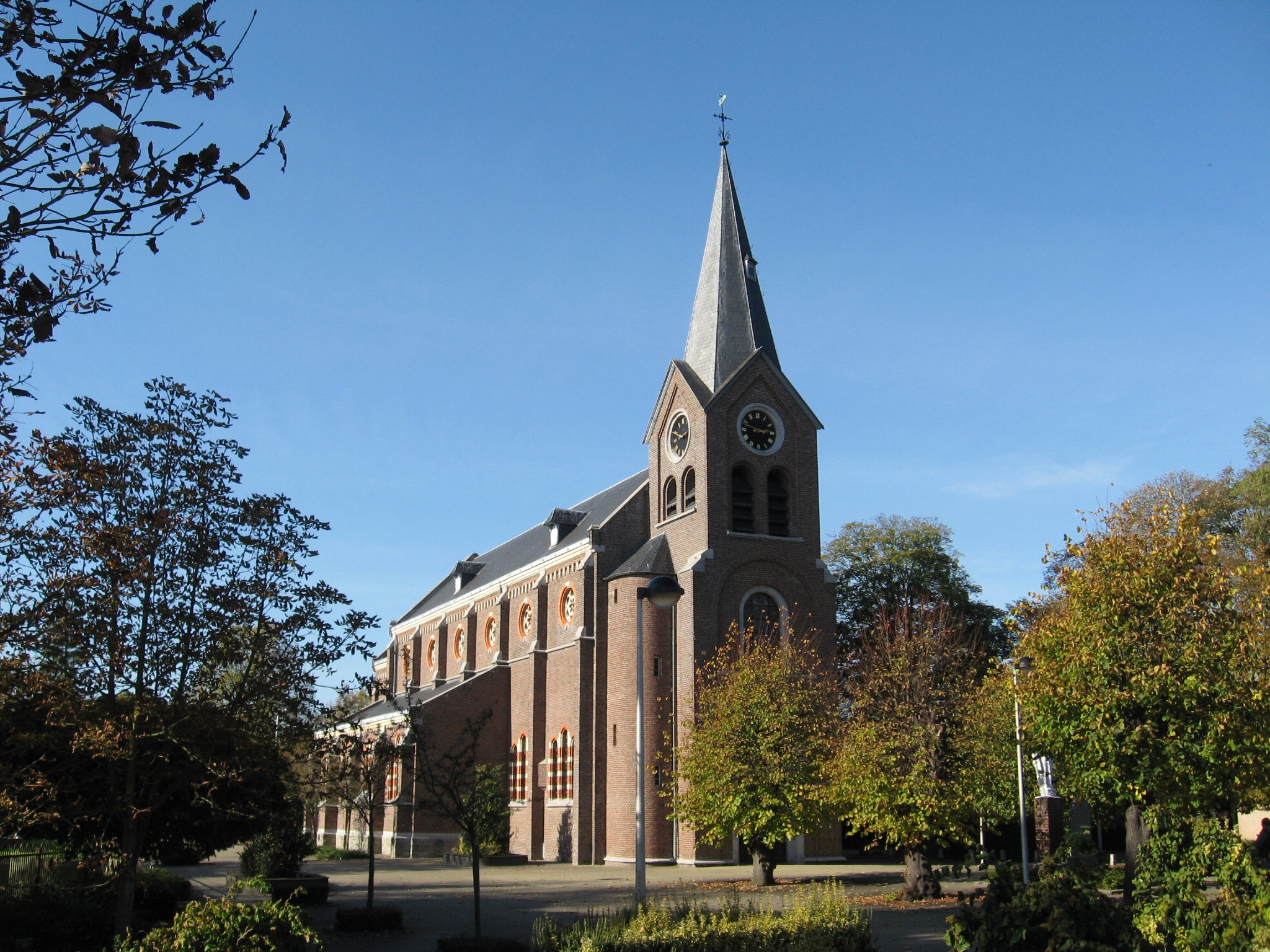
Sint-Jozefskerk

De Sint-Jozefskerk is de parochiekerk van Lommel-Kolonie en is gelegen aan de Luikersteenweg.

## Geschiedenis
De eerste kerk van Lommel-Kolonie dateert van 1849–1852. Ze werd op 25 juni 1863 zwaar beschadigd door onweer. In 1866 was het herstel gereed en in 1869 werd een toren toegevoegd. Inzegening gebeurde pas in 1877. Toen na 1900 de bevolking toenam, werd de kerk te klein. In 1927 werd een nieuwe kerk gebouwd, maar de toren uit 1869 bleef behouden. In 1932 werd de kerk ingewijd.

## Gebouw
Het is een bakstenen, eenbeukige kerk met voorstaand de toren van de vroegere kerk. Aan de zuidkant ervan bevindt zich een halfronde traptoren. Evenals de Sint-Jan Baptistkerk in het nabijgelegen gehucht Kerkhoven heeft de toren een achtkantige spits tussen vier topgevels.
In de koorsluiting bevindt zich een gevelsteen met de tekst: 1927/haec ecclesia aedificata est/M.H. Rutten/et ejus successore/L.J. Kerkhofs episcopus/W.H. de Ridder parocho (deze kerk werd in 1927 gebouwd; W.H. de Ridder was de pastoor; L.J. Kerkhofs was de bisschop)
Uit de oude kerk herbergt de kerk enkele voorwerpen uit de 19e en het begin van de 20e eeuw. Het hoofdaltaar werd in 1928 geschonken door Graaf Cornet d'Elzius de Peissant uit Achel. Ook het orgel is uit 1928 en werd vervaardigd door de firma Beckers uit Sint-Truiden.
Vóór de kerk bevindt zich een Heilig-Hartbeeld en een monument uit 1927 voor de gevallenen in de Eerste Wereldoorlog.